# Chiloglanis rukwaensis
Chiloglanis rukwaensis és una espècie de peix de la família dels mochòkids i de l'ordre dels siluriformes.
Els mascles poden assolir els 4,8 cm de llargària total.
Es troba a Àfrica: Tanzània.
Les seues preferències d'hàbitat i distribució geogràfica restringida el fan especialment vulnerable a la degradació del seu entorn.